# Alexis Thérèse Petit
Alexis Thérèse Petit, francoski fizik, * 2. oktober 1791, Vesoul, Francija, † 21. junij 1820, Pariz, Francija.
Petit je znan po svojem delu o izkoristku zračnih in parnih strojev, ki ga je objavil leta 1818. Njegove dobro znane razprave s Carnotom, pionirjem termodinamike, so morda vzpodbudile Carnota pri razvoju teorij o termodinamskem izkoristku toplotnih strojev.

## Življenje in delo
Petit je bil čudežni otrok. Že desetleten se je hotel vpisati na École polytechnique, vendar so bila pravila takšna, da so lahko študirali le od šestnajstega leta naprej, in je moral počakati pet let. Tako je leta 1809 diplomiral na École Polytechnique, kjer je kasneje kot profesor fizike med letoma 1815 in 1819 nasledil Hassenfratza. Leta 1811 je že kot učitelj doktoriral z izjemno nalogo o kapilarnosti.
Leta 1819 je skupaj z Dulongom odkril Dulong-Petitov zakon o specifični toploti kovin. Zakon je imel nekaj izjem in ga niso v celoti razumeli, dokler ga niso obravnavali s prijemi kvantne mehanike, še posebej Einstein leta 1907 in Debye leta 1912. Vendar je v tistem času omogočil kemikom, da so lahko brez težav določevali relativne atomske mase s preprostim merjenjem specifičnih toplot.
Umrl je zaradi posledic tuberkuloze in prezgodaj, da bi ga izvolili za člana Akademije znanosti (Académie des Sciences). Kot profesor fizike na École Polytechnique ga je nasledil Dulong.
Po njem se imenuje udarni krater na Luni Petit.